# Verfassung des Kantons Basel-Stadt
Die Verfassung des Kantons Basel-Stadt beschreibt die rechtliche Grundordnung des schweizerischen Kantons Basel-Stadt. Als Kantonsverfassung legt sie das Fundament des kantonalen Staats- und Verwaltungsrechts. Die heute gültige Verfassung datiert vom 23. März 2005 und trat am 13. Juli 2006 in Kraft.
Nachdem sich Basel von der Herrschaft des Fürstbischofs befreit hatte, bildete die Stadt eine Republik, der es gelang, Untertanengebiete in ihren Besitz zu bringen. Die Entscheidungsgewalt lag zunächst bei dem von Adligen und Patriziern dominierten Kleinen Rat, ab 1691 beim Grossen Rat, in dem hauptsächlich die Zünfte das Sagen hatten. Während der Zeit der Helvetischen Republik bildete der Kanton Basel eine reine Verwaltungseinheit und erhielt erst 1803 mit der Mediationsakte eine eigene Kantonsverfassung. Die früheren Untertanengebiete erkämpften in der Basler Kantonstrennung ihre Selbständigkeit und bildeten ab 1833 den Kanton Basel-Landschaft. Der gleichzeitig entstandene Kanton Basel-Stadt behielt seinen vorrevolutionären Staatsaufbau vorerst bei. Die Verfassung von 1875 brachte grundlegende Änderungen, die zu einem grossen Teil bis heute nachwirken.

## Aktuelle Verfassung

### Aufbau und Inhalt
Gegliedert ist die Verfassung in die Präambel und in zehn Abschnitte mit insgesamt 149 Paragraphen. Aus Gründen der Übersichtlichkeit sind mehrere Abschnitte weiter in Unterabschnitte gegliedert.
| Präambel 1 Allgemeine Bestimmungen 2 Grundrechte und Grundrechtsziele 3 Staatsziele und Staatsaufgaben 4 Bürgerrecht und Volksrechte 4.1 Bürgerrecht 4.2 Stimmrecht 4.3 Wahlen 4.4 Volksinitiative 4.5 Referendum 4.6 Mitwirkung 5 Kanton und Gemeinden 5.1 Gemeinden im Allgemeinen 5.2 Gemeindeautonomie 5.3 Bürgergemeinden 5.4 Organisation und Stellung im Kanton | 6 Kantonale Behörden 6.1 Grundsätze 6.2 Grosser Rat 6.3 Regierungsrat und Verwaltung 6.4 Richterliche Behörden 6.5 Ombudsstelle 7 Finanzordnung 8 Kirchen und Religionsgemeinschaften 8.1 Öffentlichrechtlich anerkannte Kirchen und Religionsgemeinschaften 8.2 Andere Kirchen und Religionsgemeinschaften 8.3 Gemeinsame Bestimmungen 9 Revision der Verfassung 10 Übergangsbestimmungen |

### Besondere Merkmale
Die Präambel ist sehr kurz gehalten und nimmt Bezug auf die «Verantwortung gegenüber der Schöpfung» sowie das «Wissen um die Grenzen menschlicher Macht». Die Grundrechte sind unmittelbar nach den Allgemeinen Bestimmungen verankert, womit zum Ausdruck gebracht werden soll, dass sie einen hohen Stellenwert besitzen. In einzelnen Punkten gehen sie über die Bundesverfassung hinaus. So erhalten Menschen mit Behinderungen zusätzliche Ansprüche im Zusammenhang mit dem Zugang zu Bauten und Anlagen, Einrichtungen und Leistungen für die Öffentlichkeit (§ 8 Abs. 3). Weiter erhalten Eltern das Recht auf Tagesbetreuungsmöglichkeiten für ihre Kinder (§ 11 Abs. 2).
Der Kanton Basel-Stadt ist in zweierlei Hinsicht ein staatsrechtlicher Sonderfall. Die Stadt Basel weist keine vollständige eigene Organisation auf, sondern ist weitgehend mit dem Kanton verbunden. Zwar gibt es laut Kantonsverfassung eine Einwohnergemeinde der Stadt Basel (§ 57 Abs. 1). Im Unterschied zu den beiden anderen Einwohnergemeinden (Bettingen und Riehen) wird Basel aber von den Kantonsbehörden verwaltet (§ 57 Abs. 2) und besitzt weder einen Gemeinderat noch ein Gemeindeparlament. In Bezug auf Staatsorganisation sticht auch hervor, dass der Präsident des Regierungsrats für vier Jahre vom Volk gewählt wird (anstatt wie bisher für ein Jahr vom Grossen Rat). Diese herausragende Stellung des Regierungspräsidiums ist in der Schweiz einmalig.
Bei der Gewährleistung der Verfassung durch die Bundesversammlung gab im Ständerat die Vorschrift zu Diskussionen Anlass, wonach sich der Kanton gegen die Nutzung von Kernenergie wendet (§ 31 Abs. 3). Bei ähnlichen Passagen in den Verfassungen der Kantone Genf und Basel-Landschaft hatte die Bundesversammlung in früheren Jahren Vorbehalte angebracht. Der Ständerat verzichtete auf einen Vorbehalt, da die Vorschrift einzig über die Art der im Kanton angestrebten Energieträger Aussagen mache, hingegen den Kanton nicht dazu verpflichte, Bundesbeschlüsse zur Energiepolitik zu hintertreiben oder den Bau von Atomkraftwerken in Nachbarkantonen zu verhindern.

## Historische Entwicklung

### Allmähliche Emanzipation vom Fürstbischof
Im Mittelalter übte der Fürstbischof von Basel seine Herrschaft über die Stadt Basel und umliegende Gebiete mittels Beamten aus dem Ministerialenstand aus. Die fürstbischöfliche Verwaltung umfasste Vögte, Schultheissen, Vitztume, Münzmeister und Zollmeister. Der erstmals 1118 erwähnte Kleine Rat, der seit etwa 1180 als selbständig handelnder Ausschuss auftrat, war aus Rittern und Bürgern zusammengesetzt. Er trug zusammen mit dem Schultheissen, dem Bürgermeister und dem Stadtschreiber die Verantwortung für die Stadtgemeinde. König Friedrich II. löste den Rat 1218 auf und setzte ihn vor 1225 wieder ein. Nun bestand er aus Rittern und Bürgern, die vom Fürstbischof ernannt wurden. Die um 1260 erlassene Handfeste regelte die städtische Gesetzgebung.
Ab Mitte des 13. Jahrhunderts sicherte sich die Gemeinde gegenüber dem Fürstbischof eine erhebliche Autonomie. Die durch verheerende Konflikte herbeigeführte Zerrüttung der bischöflichen Finanzen erlaubte es der Stadt, sich schrittweise von der Herrschaft zu lösen. Nach der neuen Handfeste von 1337 umfasste der Kleine Rat vier Ritter, acht Vertreter der lehnsfähigen Bürgerschaft (Achtburger) und 15 Mitglieder der Zünfte; hinzu kamen ab 1382 die Meister der fünfzehn Zünfte. 1380 trat der Grosse Rat in Erscheinung, der in seinen Anfängen lediglich ein Gremium war, das nach Belieben vom Kleinen Rat einberufen wurde. Die meisten der (seinerzeit) 200 Grossräte waren Zunftleute, während Adlige und Patrizier den Kleinen Rat dominierten. Bürgermeister, Oberstzunftmeister und Kleiner Rat bildeten die Obrigkeit mit vielfältigen Kompetenzen. Zwischen 1360 und 1390 brachte die Stadt Basel durch Pfand oder Kauf die wichtigsten Herrschaftsrechte an sich, was ihr zwar faktisch die Souveränität sicherte, wegen der verbliebenen fürstbischöflichen Kompetenzen aber nicht zum Status einer freien Reichsstadt verhalf.

### Ausbau der städtischen Herrschaft
Einen wichtigen Schritt für die weitere Entwicklung bildete 1392 die Vereinigung der Stadt Basel mit Kleinbasel, die den Auftakt zur Territorialbildung markierte. Nach dem Beitritt zur Eidgenossenschaft im Jahr 1501 erreichte Basel den Stand einer unabhängigen Stadtrepublik und eines selbstständigen Territorialstaats. 1521 erfolgte der letzte und entscheidende Schritt auf dem Weg zur vollständigen Emanzipation: Die Stadt sagte sich einseitig von der nur noch nominell vorhandenen fürstbischöflichen Oberhoheit los und nahm die Ratsbesetzung sowie die Wahl der Häupter nun auch formell in eigener Kompetenz vor. Als sich 1529 die Reformation durchsetzte, verliessen der Fürstbischof und das Domkapitel die Stadt.
Das ab 1521 gültige Wahlverfahren bestätigte die Regierungsgewalt des Kleinen Rates. Der Grosse Rat trat weiterhin nur sporadisch zusammen, um bestimmten Ratsbeschlüssen eine grössere Legitimation zu verleihen. Seine Mitglieder wurden von den Zunftvorständen durch Kooptation bestimmt, während Vakanzen im Kleinen Rat ebenfalls durch Kooptation ausschliesslich aus dem Kreis der Zunftvorstände neu besetzt wurden. Zahlreiche Ratskommissionen und -kollegien führten die regulären Regierungs- und Verwaltungsaufgaben aus, die sich auch auf die ländlichen Untertanengebiete bezogen. Der bedeutendste Ausschuss war der Dreizehnerrat (oder Geheime Rat). Ursprünglich ein Kriegsrat, wandelte er sich zum ständigen vorbereitenden und ausführenden Organ des Kleinen Rats. Alle wichtigen Funktionen konzentrierten sich durch zunehmende Oligarchisierung in den Händen einer engeren politischen Führungsschicht innerhalb des Kleinen Rats. 1691 kam es zu einer revolutionären Erhebung der Zünfte, die zu einer Umgestaltung der verfassungsmässigen Ordnung führte. Das oberste Staatsorgan bildete der nun regelmässig tagende Grosse Rat, der 282 Mitglieder zählte und über die wichtigen Amtsgeschäfte entschied. Obwohl der Kleine Rat formell weiterhin die Obrigkeit bildete, blieben ihm nur die Besetzung vieler kleinerer Stellen und der Richter.

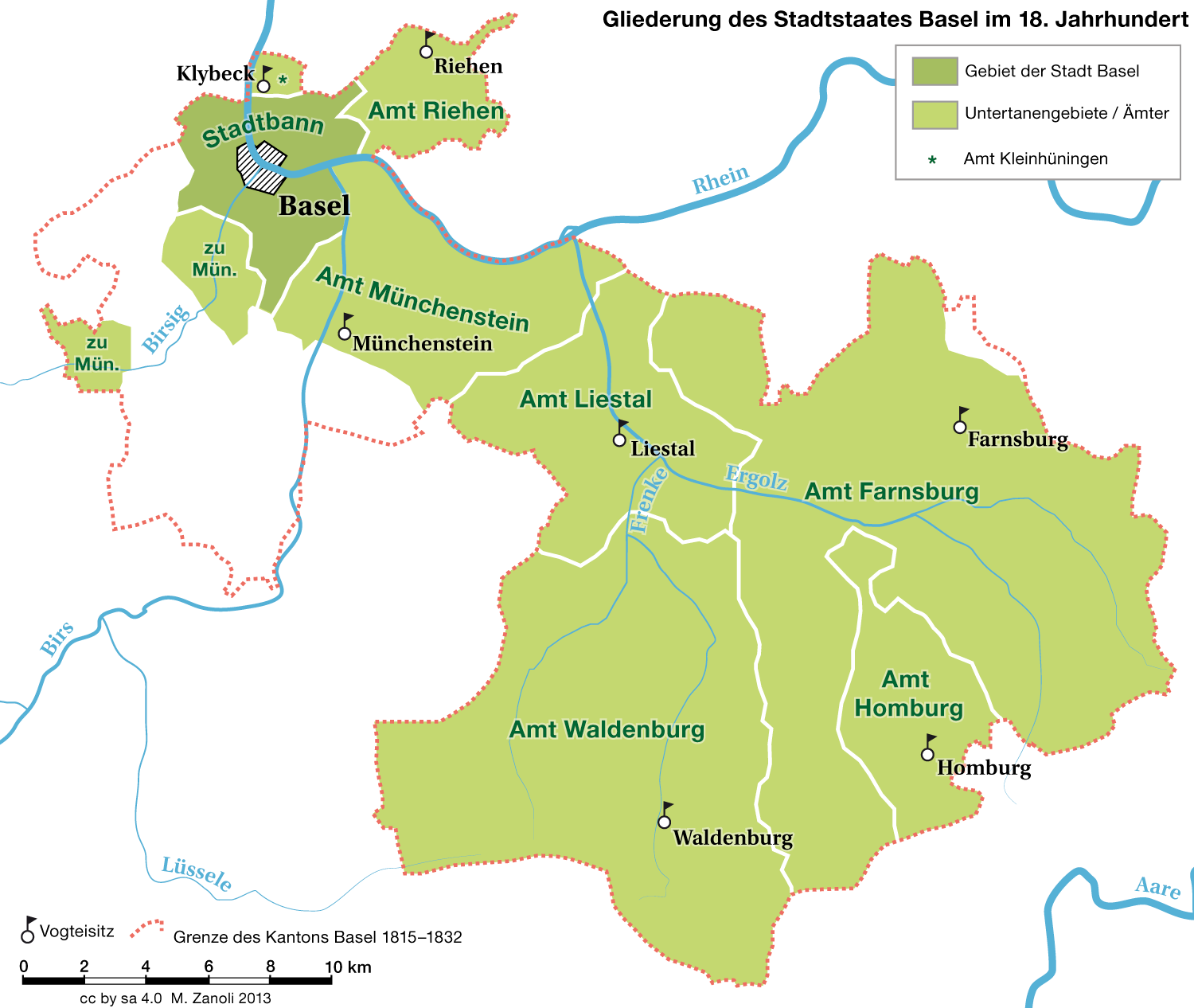
Gliederung der Stadtrepublik

Ab 1640 umfasste das Basler Territorium die Ämter Farnsburg, Homburg, Kleinhüningen, Liestal, Münchenstein, Riehen und Waldenburg (ab 1673 einschliesslich Ramstein). Für Verwaltung und Rechtsprechung waren die zunächst vom Kleinen Rat und ab 1691 vom Grossen Rat eingesetzten Landvögte zuständig. Farnsburg, Kleinhüningen, Riehen und Waldenburg blieben Mitgliedern des Kleinen Rats vorbehalten, die übrigen Vogteien wurden besonders nach 1691 auch an Mitglieder einer breiteren zünftischen Führungsschicht vergeben. Die Amtsführung der Landvögte unterlag der Kontrolle beider Räte, verschiedene Ratskommissionen befassten sich speziell mit der Landschaft. Eine Reihe dörflicher Ämter wurde von den Gemeinden allein oder in unterschiedlichem Zusammenwirken mit der Obrigkeit aus Angehörigen des Dorfes besetzt. Örtliche Gerichte urteilten in zivilrechtlichen Sachen, zum Teil waren sie auch Schlichtungsinstanzen. 1611 wurde erstmals eine Landesordnung für die Ämter Waldenburg, Homburg, Farnsburg und Ramstein aufgestellt. Die Respektierung rechtlicher Besonderheiten in den einzelnen Ämtern war dabei unabdingbar. Merkliche Eingriffe in die politischen Rechte des Untertanengebiets nahm die Obrigkeit nach dem Bauernkrieg von 1653 vor: Liestal verlor das Recht, seinen Rat selber zu bestellen und die beiden Schultheissen aus der eigenen Bürgerschaft zu wählen. Allerdings stellte die Liestaler Bürgerschaft ab 1674 wieder einen der beiden Schultheisse.

### Von der Helvetik zur Restauration

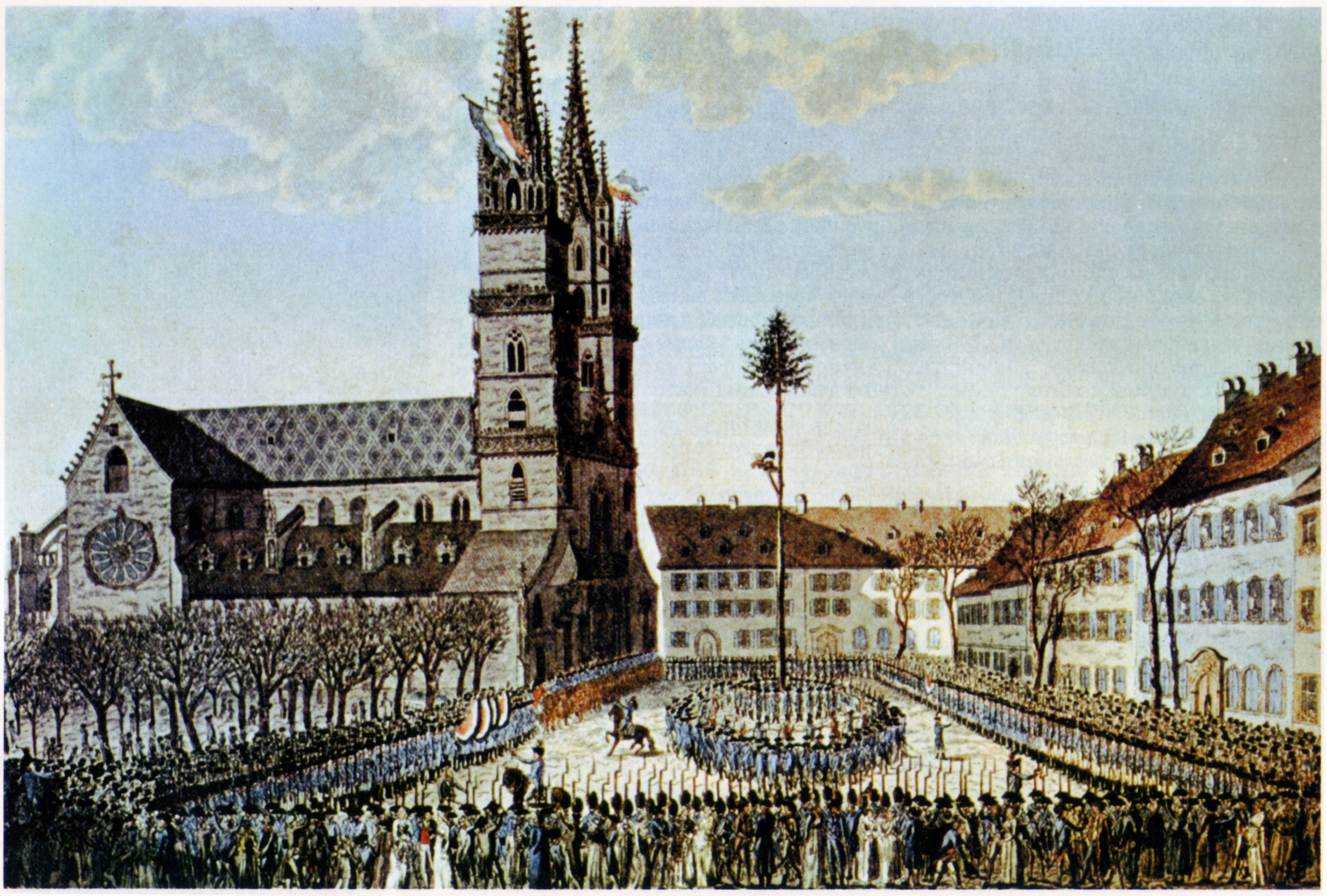
Errichtung des Freiheitsbaums auf dem Münsterplatz am 20. Januar 1798

Die Basler Führungsschicht spaltete sich als Folge der Französischen Revolution in zwei Lager, die reformorientierten «Patrioten» und die konservativen «Aristokraten». Erstere übernahmen Ende 1797 unter Oberstzunftmeister Peter Ochs die Macht. Nachdem Ochs von Napoleon Bonaparte nach Paris eingeladen worden war, gelangte er zur Überzeugung, dass Frankreich ein Weiterbestehen der aristokratischen Verfassung Basels und der Eidgenossenschaft nicht hinnehmen werde. Der Grosse Rat lehnte am 18. Dezember einen Vorstoss zur Gleichstellung von Stadt und Landschaft noch wuchtig ab, doch als die Landschaft einen Monat später revoltierte und sich der Helvetischen Revolution anschloss, vermochte sich die Stadt den Ereignissen nicht mehr zu widersetzen. Am 20. Januar 1798 blieb der Obrigkeit keine andere Wahl, als in einer grossen Ratsversammlung die «Gleichheitsurkunde» zu verabschieden, die sämtlichen Gemeinden der Landschaft vollumfängliche Freiheits- und Gleichheitsrechte gewährte. Gleichentags stand wie zuvor in Liestal auch auf dem Basler Münsterplatz ein Freiheitsbaum.
Als Folge des Franzoseneinfalls regierte im Kanton Basel daraufhin eine Nationalversammlung, in der je 20 indirekt gewählte Vertreter der Stadt und der Landschaft sassen. Bereits am 20. April 1798 löste sie sich mit dem Inkrafttreten der helvetischen Verfassung auf. Während der Zeit der Helvetischen Republik war Basel wie alle anderen Kantone eine reine Verwaltungseinheit. Nach dem Zusammenbruch des Staates erliess Napoleon am 19. Februar 1803 die Mediationsakte, zu der auch eine neue Verfassung für den Kanton Basel gehörte. Im 135-köpfigen Grossen Rat (Legislative) waren Stadt und Landschaft ungefähr gemäss ihrer Bevölkerungszahl vertreten, dem 25-köpfigen Kleinen Rat (Exekutive) gehörten jedoch nur acht Vertreter der Landschaft an. Im Zuge der Restauration nach dem Ende der französischen Herrschaft erlangte die Stadt mit der Verfassung vom 4. März 1814 ihre Vormachtstellung zurück; so stellte sie neu 90 der 150 Grossräte. Mit der Unterzeichnung der Vereinigungsurkunde am 7. November 1815 stiessen am 28. Dezember die Gemeinden des Birsecks zum Kanton. Entsprechend wurde der Grosse Rat am vier Sitze vergrössert.

### Aufstand der Landschaft und Kantonstrennung
Obwohl es in der Gleichheitsurkunde hiess, dass die alten Verhältnisse zwischen Stadt und Land nie mehr wiederhergestellt werden sollen, trat dies zu einem grossen Teil wieder ein. Als die Unzufriedenheit über diesen Zustand in der Bevölkerung wuchs, verfasste Stephan Gutzwiller, ein Advokat und Grossratsmitglied aus Therwil, unter dem Eindruck der französischen Julirevolution eine Bittschrift für eine neue Verfassung an die städtischen Oberen. Sie wurde am 18. Oktober 1830 von 40 heimlich in Bad Bubendorf versammelten Landbürgern beschlossen und acht Tage später mit 810 Unterschriften dem Basler Bürgermeister Johann Heinrich Wieland überreicht. In der Bittschrift bezog sich Gutzwiller auf die Gleichheitsurkunde, die als Kopie beilag. Die Bittschrift signalisierte klar, dass man bereit war, das gemeinsame Band mit der Stadt zu erneuern, aber nicht um jeden Preis.
Auf den revolutionären Druck hin nahm der Grosse Rat die bereits in Ansätzen seit 1829 diskutierte Verfassungsrevision in Angriff. Der vorgeschlagene Entwurf brachte für die Kreise um Gutzwiller nicht die geforderte Gleichheit mit der Stadt, da die Vertretung der bevölkerungsmässig doppelt so grossen Landschaft im Grossen Rat weiterhin nicht repräsentativ gewesen wäre. Um ihrer Forderung Nachdruck zu verleihen, organisierte die Landschaft am 4. Januar 1831 in Liestal eine «Landsgemeinde» mit 2000 bis 3000 Personen. Sie forderten die Repräsentation im Grossen Rat nach der Volkszahl, die Gleichheit aller politischen und bürgerlichen Rechte, einen vom Volk gewählten Verfassungsrat und eine Volksabstimmung über die revidierte Verfassung. Mit der Wahl einer provisorischen Regierung am 6. Januar in Liestal folgte der erste revolutionäre Akt der Landschaft. Basel reagierte auf den Aufruhr mit der militärischen Besetzung von Binningen, Allschwil und Liestal, worauf die provisorische Regierung der Landschaft nach Aarau floh.
Der Grosse Rat verabschiedete am 12. Februar 1831 die revidierte Verfassung mit den Bestimmungen zur direkten Wahl des Grossen Rates, dem Zensus, der Vorrechte der Hauptstadt, der Erwerbsfreiheit sowie der Bestimmung, dass zur Annahme der Verfassung die Mehrheit von Stadt und Land nötig seien. Diese gemässigt liberale Verfassung wurde am 28. Februar von der Mehrheit der Stadt- und Landbürger angenommen. Als einige Monate später die provisorische Regierung einen Tagesbefehl erliess, der die Landschaft vom Gehorsam gegenüber der städtischen Regierung entband, liess diese erneut Truppen gegen Liestal einrücken. Die Tagsatzung reagierte auf diesen zweiten Aufstand der Landschaft mit der Besetzung der Basler Landschaft durch eidgenössisches Militär und der Aufforderung an die Stadt, der Landschaft entgegenzukommen. Bei der von der städtischen Obrigkeit angeordneten Abstimmung über den Verbleib der Landschaft bei der Stadt sprach sich am 23. November 1831 eine Mehrheit der Landschaft gegen eine Trennung von der Stadt aus. Allerdings folgte fast die Hälfte der Stimmberechtigten einem Boykottaufruf der Aufständischen.
In 46 Gemeinden kam keine zustimmende absolute Mehrheit zustande, was der Grosse Rat als Misstrauensvotum interpretierte. Wie zuvor angekündigt, beschloss er am 22. Februar 1832, den widerstrebenden Gemeinden per 15. März die öffentliche Verwaltung zu entziehen, sollten sie sich nicht nachträglich durch Mehrheitsbeschluss eindeutig zum Kanton Basel bekennen. In der Folge erklärte am 17. März eine Volksversammlung in Liestal die 46 «bestraften» Gemeinden für souverän. Sie legte damit den Grundstein für den neuen Kanton Basel-Landschaft. Dieser erarbeitete daraufhin eine eigene Verfassung, die am 4. Mai von den Stimmberechtigten deutlich angenommen wurde. Diese Souveränitätserklärung liess den Konflikt mit der Stadt eskalieren, der neue Kanton konnte seine Unabhängigkeit nach blutigen Zusammenstössen mit städtischen Truppen und dem entscheidenden Sieg in der Schlacht an der Hülftenschanz am 3. August 1833 jedoch behaupten. Drei Wochen später, am 26. August, besiegelte die eidgenössische Tagsatzung die Basler Kantonstrennung unter dem Vorbehalt der freiwilligen Wiedervereinigung.

### Verfassungen des Stadtkantons
Die Tagsatzung verpflichtete den neuen Halbkanton, sich eine Verfassung zu geben. Sie trat am 3. Oktober 1833 in Kraft und konnte im Ansatz als liberal betrachtet werden, verharrte aber in den Traditionen des Ancien Régime. Der 119-köpfige Grosse Rat wurde nicht nach dem Prinzip der Volkssouveränität gewählt, sondern in Wahlzünften (36 Mitglieder) und Quartierversammlungen (83 Mitglieder) von einem sehr engen Kreis von Aktivbürgern. Den 13-köpfigen Kleinen Rat und die zwei im Jahresturnus wechselnden Bürgermeister wählte der Grosse Rat aus seiner Mitte. Die Ratsherren – nicht aber die Bürgermeister – wirkten ehrenamtlich, ebenso die von ihnen geleitete Verwaltung. Dadurch waren weniger Privilegierte von einflussreichen Ämtern praktisch ausgeschlossen. Ebenso bestellte der Grosse Rat mehrheitlich die Judikative. Neben den kantonalen Behörden bestanden auch solche der Stadtgemeinde mit Grossem und Kleinen Stadtrat. Die Verfassungsrevision vom 8. April 1847 hob die auf Lebenszeit besetzten Richterstellen auf. Durch das Verbot, die Gewerbefreiheit einzuführen, blieb das Zunftsystem allerdings weiterhin bestehen. Die am 28. Februar 1858 angenommene Verfassung übertrug Kompetenzen von den Gemeinden an den Kanton und schloss die Gewerbefreiheit zumindest nicht mehr aus.
Zwar galt Basel-Stadt seit den 1840er Jahren im Vergleich zu anderen Kantonen als sozial fortschrittlich, doch die staatliche Organisation wirkte zunehmend antiquiert. Ab 1874 war die Kantonsverfassung auch nicht mehr mit der Bundesverfassung kompatibel, weil sie Bürger anderer Kantone vom Wahlrecht ausschloss. Die in der Stadt zunehmend dominierenden Freisinnigen drängten deshalb auf eine vollständig überarbeitete Verfassung, die dann am 9. Mai 1875 mit überwältigender Mehrheit der Stimmberechtigten angenommen wurde. Sie brachte die grundlegendsten Änderungen in der Geschichte der Stadt und wirkt bis heute nach. An die Stelle des Kleinen Rats trat der siebenköpfige Regierungsrat als vollamtliche Exekutive, der an der Spitze einer professionalisierten Verwaltung stand. Die 130 in elf Wahlkreisen nach dem Majorzsystem gewählten Grossräte waren für die Gesetzgebung zuständig, ebenso bestimmten sie die Mitglieder des Regierungsrats und die Gerichtspräsidenten. Das Gerichtswesen wurde ebenfalls vollständig neu strukturiert. Stimm- und wahlberechtigt waren alle volljährigen männlichen Schweizerbürger. Diese konnten nun in obligatorischen Referenden über Verfassungsänderungen und in fakultativen Referenden über Gesetze abstimmen sowie mit Volksinitiativen selber neue Regelungen bewirken. Als letzter Kanton führte Basel-Stadt auch de jure die Gewerbefreiheit ein. Die Aufgaben der bedeutungslos gewordenen Stadtgemeinde Basel wurden auf den Kanton und die neu organisierte Bürgergemeinde der Stadt Basel aufgeteilt, während die Gemeinden Riehen und Bettingen mehr Autonomie erhielten.
Die am 2. Dezember 1889 vom Volk genehmigte Verfassungsrevision brachte gegenüber 1875 wenig grundlegende Neuerungen, sondern vor allem die Ausdehnung der politischen Volksrechte und die Übertragung sozialpolitischer Aufgaben auf den Kanton. Neu wählten die Stimmberechtigten direkt die Regierungsräte und auch den baselstädtischen Vertreter im Ständerat. Nachdem Eduard Hagenbach-Bischoff bereits 1870 eine Wahlrechtsreform propagiert hatte, erfolgte 1905 die Einführung des Proporzsystems für Grossratswahlen. In elf Jahrzehnten gab es insgesamt zwei Dutzend Teilrevisionenen. Zu den wichtigsten gehören 1910 die Trennung von Kirche und Staat und 1966 die Einführung des Frauenstimmrechts.
Als Reaktion auf einen parlamentarischen Vorstoss von Grossrat Ernst-Ulrich Katzenstein (DSP) im März 1996 setzte der Grosse Rat eine 22-köpfige Prospektivkommission ein, um abzuklären, ob überhaupt Bedarf für eine neue Verfassung bestehe. Am 27. Januar 1999 empfahl der Grosse Rat den Stimmberechtigten die Durchführung einer Totalrevision. Knapp drei Monate später genehmigten diese am 18. April eine Verfassungsänderung, um einen Verfassungsrat mit 60 statt wie bisher vorgeschrieben 130 Mitgliedern wählen zu können. Die Wahl zum Verfassungsrat fand am 2. November 1999 statt, dessen konstituierende Sitzung am 27. Januar 2000. Von November 2003 bis Januar 2004 fand eine «Volksvernehmlassung» statt, bei der sich die Basler Bevölkerung zum vorliegenden Entwurf äussern konnte. Nach fünf Jahren war die Arbeit von acht Kommissionen schliesslich am 23. März 2005 vollendet. Vor der Abstimmung sprachen sich einzig die SVP und die Schweizer Demokraten gegen die neue Verfassung aus. Ihnen zufolge führe der markant ausgeweitete Grundrechtskatalog mit den einklagbaren Grundrechten zu neuen Verpflichtungen und höheren Kosten. Am 30. Oktober 2005 stimmte das Volk mit 76,5 % Ja der neuen Verfassung deutlich zu; in Kraft trat sie am 13. Juli 2006. Die wichtigsten Neuerungen waren die Stärkung des Regierungspräsidiums, die Reduktion des Grossrates von 130 auf 100 Mitglieder sowie der Ausbau der Grundrechte und Sozialziele. Ebenso wurde eine Bestimmungen gestrichen, wonach die Wiedervereinigung mit Basel-Landschaft angestrebt werden soll.

## Fussnoten
1. 1 2  Paul Richli: Die neue Verfassung des Kantons Basel-Stadt – ein Fazit. (PDF, 12,6 MB) In: Basler Stadtbuch. Christoph Merian Stiftung, 2005, S. 99–103, abgerufen am 13. April 2021.
2. ↑  Kantonsverfassung Basel-Stadt. Gewährleistung. In: Amtliches Bulletin. parlament.ch, 28. September 2006, abgerufen am 13. April 2021.
3. ↑  Hans Hirter: Totalrevision Basel-Stadt. In: Année politique suisse. Institut für Politikwissenschaft Bern, 2017, abgerufen am 13. April 2021.
4. 1 2 3 4  Werner Meyer: Herrschaft, Politik und Verfassung vom Hochmittelalter bis zur Kantonstrennung. In: Artikel Basel-Stadt. Historisches Lexikon der Schweiz, 30. Mai 2017, abgerufen am 13. April 2021.
5. ↑  Hans Berner: Staatsbildung, Regierung und Verwaltung bis zum Ende des Ancien Régime. In: Artikel Basel (Kanton). Historisches Lexikon der Schweiz, 30. Mai 2017, abgerufen am 13. April 2021.
6. 1 2 3  Matthias Manz: Von der Helvetik bis zur Kantonstrennung (1798–1833). In: Artikel Basel (Kanton). Historisches Lexikon der Schweiz, 30. Mai 2017, abgerufen am 13. April 2021.
7. ↑  René Roca: Die Einführung des Vetos im Kanton Baselland. (PDF, 223 kB) In: Baselbieter Heimatblätter. Forschungsinstitut Direkte Demokratie, März 2013, S. 4, abgerufen am 13. April 2021.
8. ↑  René Roca: Die Einführung des Vetos im Kanton Baselland. S. 3–5.
9. ↑  René Roca: Die Einführung des Vetos im Kanton Baselland. S. 5.
10. ↑  Ein erster Aufstand. Geschichte des Kantons Basel-Landschaft, 2021, abgerufen am 13. April 2021.
11. ↑  René Roca: Die Einführung des Vetos im Kanton Baselland. S. 6–7.
12. ↑  René Roca: Die Einführung des Vetos im Kanton Baselland. S. 8–9.
13. 1 2 3  Bernard Degen, Philipp Sarasin: Verfassungsgeschichte und Staatstätigkeit seit der Kantonstrennung. In: Artikel Basel-Stadt. Historisches Lexikon der Schweiz, 30. Mai 2017, abgerufen am 13. April 2021.
14. ↑  Kurt Eichenberger: 1875 gab sich Basel eine neue Kantonsverfassung. (PDF, 11,8 MB) In: Basler Stadtbuch. Christoph Merian Stiftung, 1975, S. 180–184, abgerufen am 13. April 2021.
15. ↑  Roland Stark: Eine neue Verfassung für die Zukunft. (PDF, 11,8 MB) In: Basler Stadtbuch. Christoph Merian Stiftung, 2000, S. 85–87, abgerufen am 13. April 2021.
16. ↑  Abstimmung vom 30. Oktober 2005. (PDF, 714 kB) Kanton Basel-Stadt, 2005, abgerufen am 13. April 2021 (Abstimmungsbüchlein).